# Wydawnictwo Trans Humana
Wydawnictwo Uniwersyteckie Trans Humana – mieszczące się przy Wydziale Pedagogiki i Psychologii Uniwersytetu w Białymstoku.

## O wydawnictwie
Oficyna powstała w 1995 roku z myślą o wydawania i promowaniu prac naukowych pracowników Wydziału Pedagogiki i Psychologii. Oferuje publikacje z zakresu pedagogiki, psychologii, kulturoznawstwa, historii, filologii, filozofii i etyki. Wydaje również beletrystykę i poezję związaną z regionem i jego historią. Odrębnym działem oficyny jest edukacja międzykulturowa.

## Pozycje i serie wydawnicze
Nową serią wydawniczą jest zbiór tłumaczeń Stanisława Zabielskiego dotyczący fenomenologii i badań jakościowych w psychologii.